# 宇都宮貞邦
宇都宮 貞邦（うつのみや さだくに）は、南北朝時代の武将。
父宇都宮貞泰は伊予国から南朝の懐良親王に従い豊前国の仲津郡に移る。豊前は北朝方の豊前宇都宮氏の勢力地であったため、貞泰の死後、貞邦は、兄貞久と南朝方の菊池氏の肥後国八代に移る。
懐良親王の軍勢の武将として、正平14年/延文4年（1359年）、筑後川の戦いに兄貞久、甥の懐久と共に出陣するも、討ち死を遂げた。